# Kazushige Abe
Kazushige Abe (jap. 阿部 和重, Abe Kazushige; * 23. September 1968 in Higashine in der Präfektur Yamagata) ist ein japanischer J-Bungaku-Schriftsteller.

## Leben
Im Jahre 1994 erhielt er den Gunzō-Nachwuchspreis für Amerika no Yoru (アメリカの夜, engl. American Night), 1999 bekam er den Noma-Literaturpreis für Mujo no Sekai (無情の世界, engl. A Transient World) und 2004 wurde er mit dem Akutagawa-Preis für Grand Finale (グランド・フィナーレ, Gurando finare, engl. Grand Finale) und dem Mainichi-Kulturpreis für Shinsemia (シンセミア) ausgezeichnet. 2010 erhielt Kazushige Abe den Tanizaki-Preis für Pisutoruzu (ピストルズ engl. Pistols). Er ist seit 2011 mit Mieko Kawakami, einer japanischen Sängerin und Schriftstellerin, verheiratet.

## Werke
- Amerika no Yoru (アメリカの夜 American Night). 1994. Kodansha.[1] ISBN 978-4062730570
- ABC Sensou (ABC戦争 The ABC Wars). 1995. Kodansha.[2] ISBN 978-4101377223
- Indivijuaru Purojekushon (インディヴィジュアル・プロジェクション Individual Projection). 1997. Shinchousha.[3] ISBN 978-4101377216
- Koushakufujin-tei no Gogo no Paatii (公爵婦人邸の午後のパーティー The Evening Party at the Princess's House). 1997. Kodansha.
- Mujou no Sekai (無情の世界 This Cruel World). 1999. Kodansha.[4] ISBN 978-4101377230
- Nipponia Nippon (ニッポニアニッポン Nipponia Nippon). 2001. Shinchousha. ISBN 978-4101377247
  - Nipponia Nippon. Übersetzung ins Englische von Kerim Yasar. 2023. Pushkin Press. ISBN 978-1782278535
- Shinsemia, Novelle[5] (シンセミア Sinsemilla). 2003. Asahi Shinbun-sha. ISBN 978-4022643773
- Gurando Finare (グランド・フィナーレ Grand Finale). 2005. Kodansha.[6] ISBN 978-4062757751
- Purasutikku Souru (プラスティック・ソウル Plastic Soul). 2006. Kodansha. ISBN 978-4062102605
- Misuteriasu Settingu (ミステリアス・セッティング Mysterious Soul). 2006. Asahi Shinbun-sha. ISBN 978-4022502445
- Pisutoruzu (ピストルズ Pistols). 2010. Kodansha.[7] ISBN 978-4062161169
- Kuesa to Jusanbanme no Hashira (クエーサーと13番目の柱). 2012. Kodansha. ISBN 978-4062177696
- Shikaku (□ しかく). 2013. Little More. ISBN 978-4898153642
- Derakkusu Edhisyon (Deluxe Edition). 2013. Bungeishunju. ISBN 978-4163825908
- Kyaputen Sandaboruto (キャプテンサンダーボルト Captain Thunderbolt). with Kotaro Isaka. 2014. Bungeishunju. ISBN 978-4163901947
- Oganizumu (オーガニズム Organism). 2019. Bungeishunju. ISBN 978-4163910970
- Brakku Chenba Myujikku (ブラック・チェンバー・ミュージック Black Chamber Music). 2021. Mainichi Shimbun Publishing. ISBN 978-4620108544
- Arutimetto Edhisyon (Ultimate Edition). 2022. Kawade Shobo Shinsha. ISBN 978-4309030784